# Montserrat Figueras
Montserrat Figueras García (Barcelona, 15 de marzo de 1942 - Bellaterra, Barcelona, 23 de noviembre de 2011) fue una cantante española de tesitura de soprano, especializada en música medieval, renacentista y barroca.

## Biografía
Nacida el 15 de marzo de 1942 en Barcelona en el seno de una familia de melómanos; su padre, además, tocaba el violonchelo. 
Siendo aún muy joven, Montserrat comenzó a estudiar canto y teatro, y fue alumna de Jordi Albareda. Colaboró desde muy joven con Enric Gispert y se unió después al grupo de música antigua Ars Musicae de Barcelona, donde cantaría las obras de los grandes polifonistas españoles del siglo XVI. En esa misma agrupación, conocería a Jordi Savall, con quien se casaría en 1968 y con quien tendría dos hijos: Arianna y Ferran Savall, que son también músicos cantantes e instrumentistas. Arianna Savall es sobre todo arpista. 
Comenzó a estudiar técnicas vocales de canto antiguas en 1966, desde los trovadores hasta el barroco, desarrollando una manera de cantar estas músicas que aúna la vitalidad con la fidelidad histórica en la interpretación. 
En 1968, la pareja formada por Montserrat Figueras y Jordi Savall se instala en Basilea (Suiza) gracias a una beca concedida por la Fundación Juan March que recibe Savall para estudiar en la Schola Cantorum Basiliensis y en la Musikakademie Basel con Kurt Widmer, Andrea von Ramm y Thomas Binkley; permanecerá en ese país hasta 1986. Más tarde continuará sus estudios con Eva Krasznai; mientras, Montserrat desarrolla un gusto especial por la música antigua, destacando como una de las máximas exponentes en una generación de músicos para los que era evidente que la música anterior a 1800 necesitaba un nuevo enfoque técnico y estilístico.
En 1974, la pareja funda, en compañía de Lorenzo Alpert (instrumentos de viento y percusión) y Hopkinson Smith (instrumentos de cuerda pulsada), el grupo Hespèrion XX, que se consagrará a la interpretación y a la revalorización del repertorio musical hispánico y europeo anterior al 1800. 
En 1987, Figueras contribuye con su marido a la fundación del coro La Capella Reial de Catalunya. La pareja ha fundado también la orquesta Le Concert des Nations y el sello discográfico Alia Vox. Al comenzar el nuevo siglo, la agrupación Hespèrion XX tomará el nombre de Hespèrion XXI. 
En las agrupaciones anteriores y como solista, ha destacado por sus interpretaciones del 'Canto de la Sibila', 'Ninna Nanna', el 'Misterio de Elche' o el 'Llibre Vermell de Montserrat'. También colaboró, junto a Jordi Savall, en la banda sonora de la película Todas las mañanas del mundo.
Durante su carrera artística grabó más de 60 CD y recibió premios como el Grand Prix de l'Academie du Disque Français, Edison Klasik, el Grand Prix de l'Académie Charles Cross y un Grammy por el libro-CD Dinastía Borgia. También recibió en 2003 el título de Officier de l'Ordre des Arts et des Lettres por parte del Gobierno francés, y en 2011 es galardonada con la Cruz de Sant Jordi de la Generalidad de Cataluña.
Falleció el 23 de noviembre de 2011 en su domicilio de Bellaterra, en Sardañola del Vallés (Barcelona) debido a un cáncer. Su funeral se celebró en el Monasterio de Pedralbes de Barcelona dos días después.